# Utricularia bidentata
Utricularia bidentata — вид рослин із родини пухирникових (Lentibulariaceae).

## Етимологія
Видовий епітет стосується двох білих, помітно піднятих виступів, які виступають вперед з піднебіння, нагадуючи два гострі зуби.

## Біоморфологічна характеристика
Невелика чи середня, наземна трав'яниста, ймовірно, однорічна рослина. Ризоїди капілярні, прості, у довжину до 50 мм, у товщину 0.6–1.1 мм. Столони нечисленні, ниткоподібні, у товщину 1.0–1.2 мм, у довжину 10–20 мм. Листки нечисленні; пластинка зворотнояйцеподібна, 20–30 × 10–16 мм, верхівка закруглена. Пастки нечисленні, 1.0–1.5 мм завдовжки, рот базальний, спинний відросток короткий і простий, бічні придатки 0.3–0.5 мм. Суцвіття прямовисні, 80–250 мм завдовжки, поодинокі чи рідко попарні. Квітки 1–3. Частки чашечки нерівні; верхня частка ≈ 3 мм завдовжки, 1.7 мм завширшки, широкояйцеподібна із заокругленою верхівкою; нижня частка ≈ 2.3 мм завдовжки, 1.6 мм завширшки, з виїмчастою верхівкою. Віночок 13–15 мм завдовжки; верхня губа біла з пурпурним відтінком; нижня пурпурна з темнішими смугами. Коробочка куляста, ≈ 3.1 мм в діаметрі. Насіння зворотнояйцеподібне, ≈ 0.4 × 0.19 мм. Пилок ≈ 28 × 28 мкм. Квіти і плоди спостерігаються з березня по червень.

## Середовище проживання
Вид росте в Австралії — Північна територія, Західна Австралія.
Росте вздовж країв кам'янистих чи піщаних струмків.